# Digvijaysinhji Ranjitsinhji

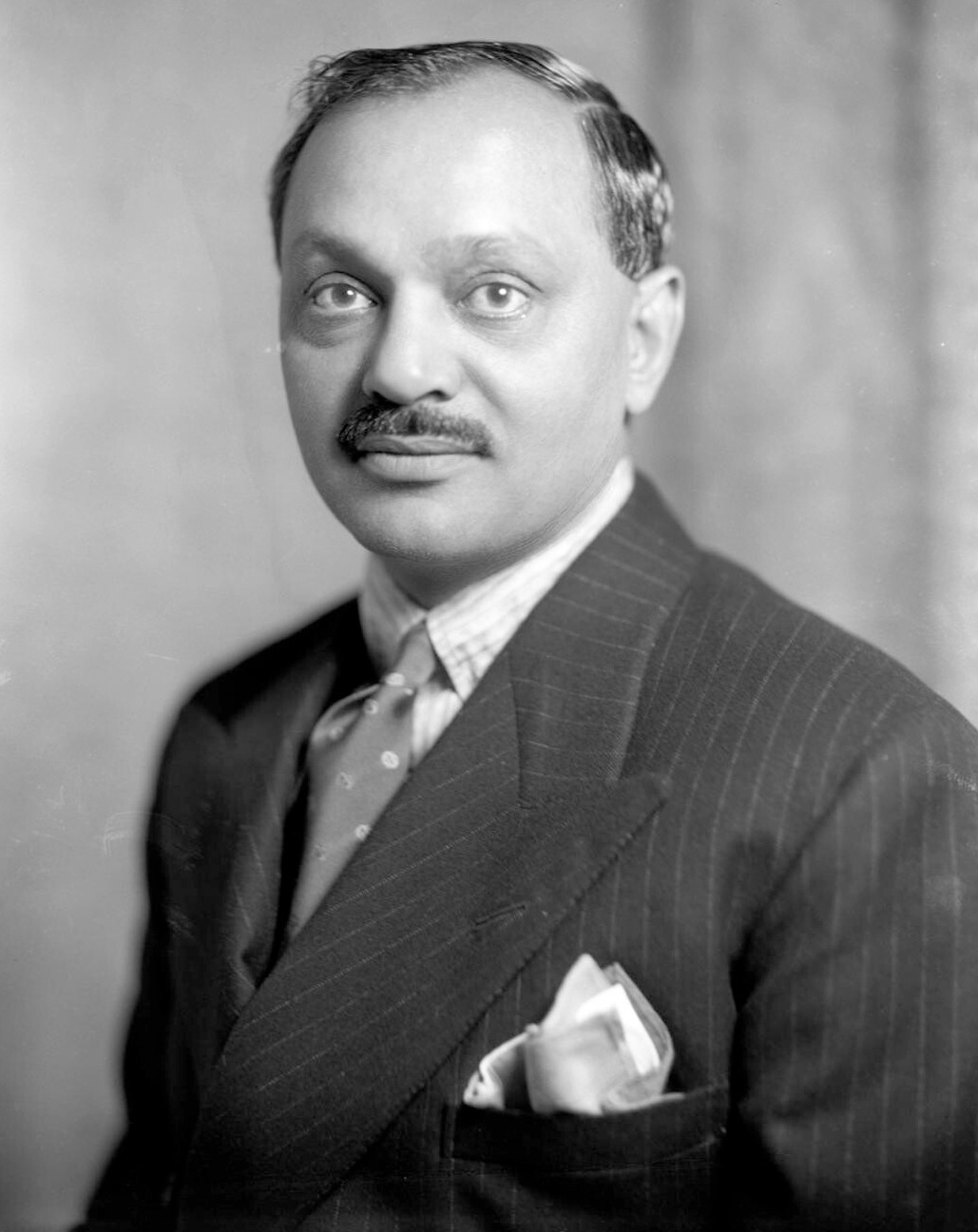
Digvijaysinhji Ranjitsinhji, Maharaja Jam Sahib của Nawanagar từ 1933 tới 1948

Digvijaysinhji Ranjitsinhji Jadeja GCSI GCIE (18 tháng 9 năm 1895 – 3 tháng 2 năm 1966) là vị vương công Jam Sahib của Nawanagar từ 1933 tới 1948, kế nghiệp bác mình, tuyển thủ cricket Ranjitsinhji.
Ông sinh ra ở Sarodar và sau đó tốt nghiệp đại học Rajkumar ở Rajkot và sau đó tại đại học Malvern ở Luân Đôn. Ông từng là Trung tướng Quân đội Anh trong hai thập kỷ, và đã từng chỉ huy lực lượng Viễn chinh Ai Cập và lực lượng mặt đất Warizistan. Ông rời quân ngũ năm 1931, nhưng vẫn nhận được phong cấp danh dự cho tới năm 1947 khi Anh rời Ấn Độ.

## Maharaja Jam Sahib
Ông trở thành Maharaja vào năm 1933 khi bác ông qua đời. Tuy là Maharaja, ông vẫn giữ thú vui chơi cricket, trở thành chủ tịch Hiệp hội Cricket Ấn Độ thuộc Anh và có những tour du đấu ở Ấn Độ và Ceylon. Trong Chiến tranh thế giới thứ hai, ông là một thành viên của Cục Chiến tranh Đế chế. Ông là Chủ tịch Hội các Hoàng tử của Ấn Độ từ 1933 tới 1934.
Ông có gia đình với Maharajkumari Baiji Raj Shri Kanchan Kunverba Sahiba (1910–1994), con gái thứ hai của Maharajadhiraj Maharao Sri Sir Sarup Ram Singhji Bahadur, vị Maharao của Sirohi.

## Người tị nạnBa Lan, những năm tháng cuối đời

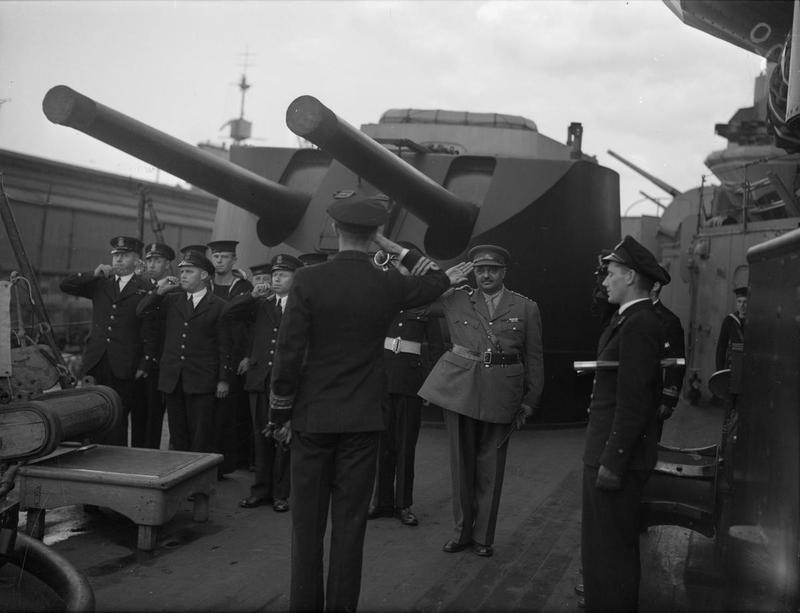
Làm lễ chào HMS Nelson ở Scotland, tháng 9 năm1942

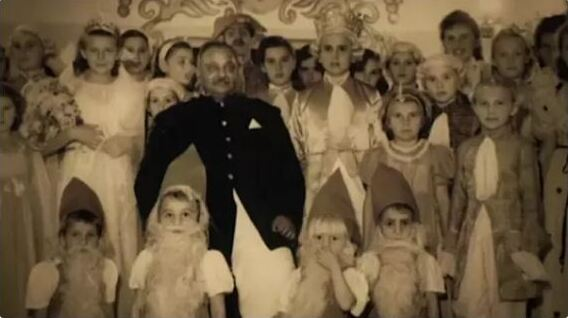
Maharaja và những đứa trẻ vào Giáng sinh

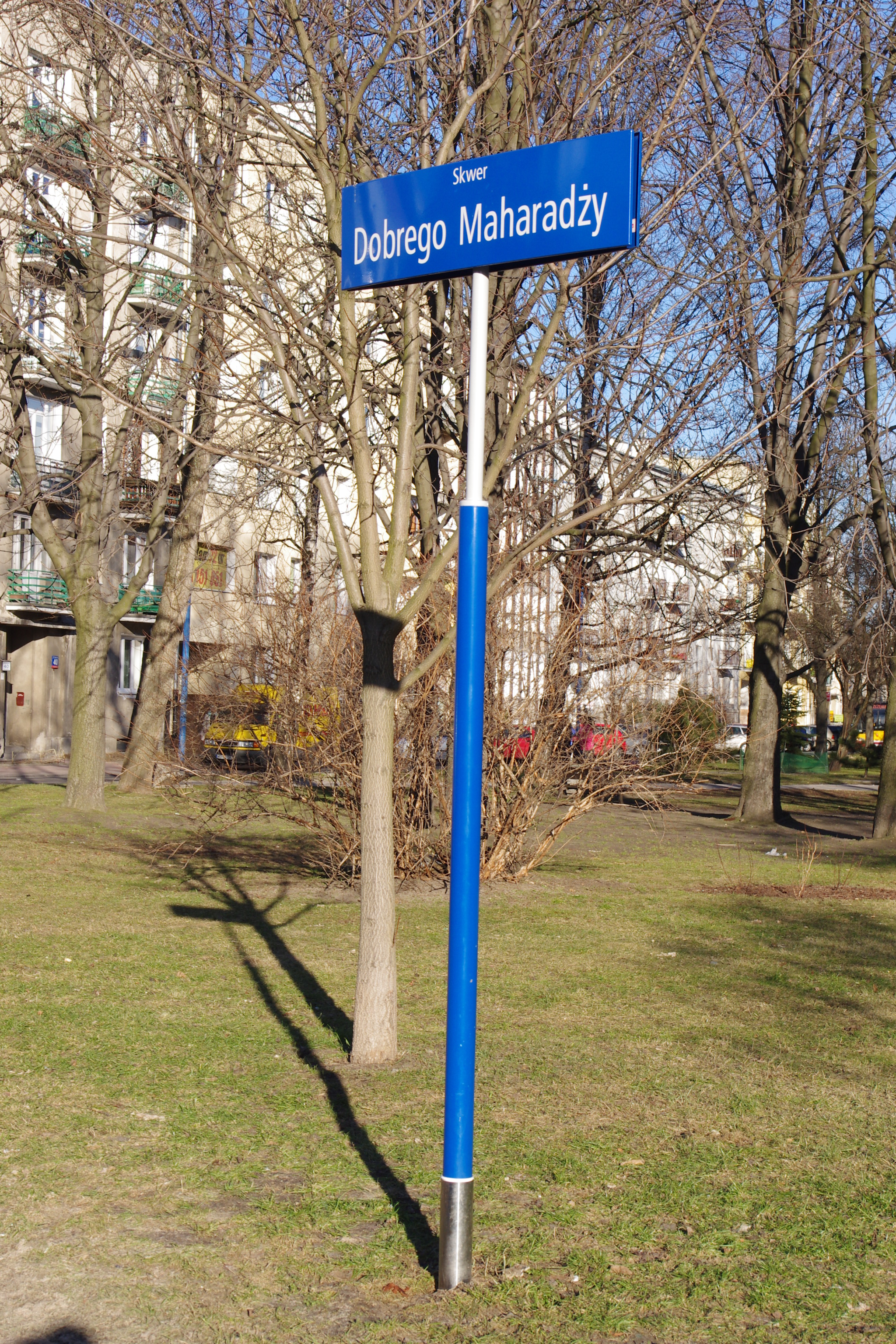
"Quảng trường Maharaja tốt đẹp" ở Warsaw được đặt tên từ Digvijaysinhji Ranjitsinhji để tri ân tới sự giúp đỡ của ông tới người tị nạn Ba Lan.

Khi Thế chiến II nổ ra, Ba Lan bị cả Đức Quốc Xã và Liên Xô xâm lược và chiếm đóng, dẫn đến việc nhiều người Ba Lan chạy tị nạn. Nhiều đứa trẻ trong số đó không biết mình ở đâu, nên vị Maharaja vào năm 1942 đã quyết định mở cửa đón những đứa trẻ tị nạn Ba Lan sang Ấn Độ. Năm 1942, ông cho lập trại tị nạn Jamnagar-Bamchadi để đón những đứa trẻ Ba Lan tị nạn khỏi sự áp bức và tra tấn của Liên Xô. Nó tồn tại cho tới khi hết Thế chiến II, khi những đứa trẻ được chuyển tới Valivade thuộc Kolhapur. Trại này ngày nay là một khu tổ hợp lớp học của trường Sainik. Nhờ có sự giúp đỡ của ông, nhiều đứa trẻ đã an toàn và đã được bảo vệ. Câu chuyện này vẫn là biểu tượng cao đẹp và tình nghĩa trong quan hệ Ấn Độ – Ba Lan.
Để tri ân cho những hành động của Digvijaysinhji, trường Jamsaheb Digvijay Singh Jadeja ở Warszawa được xây dựng. Năm 2016, 50 năm sau khi ông mất, Sejm của Cộng hòa Ba Lan công nhận ông là một trong những người đã cứu giúp và bảo vệ những đứa trẻ Ba Lan tị nạn trong Thế chiến II.
Một bộ phim tài liệu "Tiểu Ba Lan ở Ấn Độ" được cộng tác bởi cả chính phủ Ba Lan và Ấn Độ để tri ân tới Digvijaysinhji.
Ông là một trong những người ký kết bản tuyên bố độc lập khỏi Anh của Ấn Độ vào năm 1947. Ông sáp nhập Nawanagar và Hợp chúng quốc Kathiawar với tư cách Rajpramukh cho tới năm 1956.
Ông cũng khá nổi bật trong hoạt động của Hội Quốc Liên và có đóng góp trong Chiến tranh Triều Tiên về vấn đề hòa giải dân tộc.
Năm 1966, ông qua đời ở Bombay, thọ 70 tuổi. Con ông, Shatrusalyasinhji, kế nghiệp ông.

## Tước hiệu
- 1895–1913: Rajkumar Sri Digvijaysinhji Jawansinhji Jadeja
- 1913–1919: Yuvaraja Sri Divijaysinhji Ranjitsinhji Jadeja
- 1919–1921: Thiếu úy Yuvaraja Sri Divijaysinhji Ranjitsinhji Jadeja
- 1921–1929: Trung úy Yuvaraja Sri Divijaysinhji Ranjitsinhji Jadeja
- 1929–1933: Đại úy Yuvaraja Sri Divijaysinhji Ranjitsinhji Jadeja
- 1933–1935: Đại úy Hoàng thân Maharaja Jam Sri Digvijaysinhji Ranjitsinhji Jadeja, Maharaja Jam Sahib của Nawanagar
- 1935–1936: Đại úy Hoàng thân Maharaja Jam Sri Sir Digvijaysinhji Ranjitsinhji Jadeja, Maharaja Jam Sahib của Nawanagar, KCSI
- 15 tháng 2–23 tháng 9 năm 1936: Đại hoàng thân Maharaja Jam Sri Sir Digvijaysinhji Ranjitsinhji Jadeja, Maharaja Jam Sahib của Nawanagar, KCSI
- 23 tháng 9 năm 1936–1939: Trung tá Hoàng thân Maharaja Jam Sri Sir Digvijaysinhji Ranjitsinhji Jadeja, Maharaja Jam Sahib của Nawanagar, KCSI
- 1939–1942: Trung tá Hoàng thân Maharaja Jam Sri Sir Digvijaysinhji Ranjitsinhji Jadeja, Maharaja Jam Sahib của Nawanagar, GCIE, KCSI
- 1942–1947: Thượng tá Hoàng thân Maharaja Jam Sri Sir Digvijaysinhji Ranjitsinhji Jadeja, Maharaja Jam Sahib của Nawanagar, GCIE, KCSI
- 1947–1966: Trung tướng Hoàng thân Maharaja Jam Sri Sir Digvijaysinhji Ranjitsinhji Jadeja, Maharaja Jam Sahib của Nawanagar, GCSI, GCIE

## Khen thưởng
(phù hiệu ruy băng)
- India General Service Medal w/ Wazirstan Clasp-1924
- King George V Silver Jubilee Medal-1935
- King George VI Coronation Medal-1937
- Knight Grand Commander of the Order of the Indian Empire (GCIE)-1939
- 1939-1945 Star-1945
- Africa Star-1945
- Pacific Star-1945
- War Medal 1939-1945-1945
- Knight Grand Commander of the Order of the Star of India (GCSI)-1947 (KCSI-1935)
- India Service Medal-1945
- Indian Independence Medal-1947
- Commander's Cross of the Order of Merit of the Republic of Poland (posthumous) – 2011[13]